# Valuk (glasbena skupina)
Valuk so slovenska black metal skupina, ustanovljena v Idriji leta 2009. Doslej so izdali en studijski album in en EP. Njihov prvenec Kri gotove smrti iz leta 2017 je prejel pozitivne odzive in uvrstil skupino med bolj opazne black metal skupine v Sloveniji. So ena redkih metal skupin, ki pojejo v slovenščini, tudi v besedilih črpajo vsebino iz staroslovenske zgodovine, kar nakazuje že ime, ki so si ga nadeli po karantanskem knezu.

## Zgodovina
Skupina je nastala leta 2009 in pod imenom Mrtvo jezero delovala do leta 2012. Tega leta so ime zaradi temeljite prenove zasedbe spremenili v Valuk. Od tedaj so leta 2014 izdali svoj prvi EP z naslovom Valuk, leta 2017 pa svoj prvi studijski album Kri gotove smrti, ki je bil predstavljen 13. maja v idrijskem Klub Swenak Idrija. Od izida nastopajo po vsej Sloveniji in bližnji tujini, nastopili so tudi na Winter Days of Metal leta 2018 v Bohinjski Bistrici.

## Besedila in zvrst glasbe
Besedila za pesmi piše pevec in kitarist skupine Blaž Čuk. Obravnavajo poglavja starejše slovenske zgodovine, na primer prvi slovenski zabeležen primer čarovniškega procesa, karantanske bitke, pa tudi idrijsko vojaško železnico za oskrbovanje avstroogrskih vojakov med prvo svetovno vojno. Zaradi tipičnih folklorističnih in vsebinskih značilnosti besedil (motivi predkrščanske dobe) in značilnega melodičnega black metala skupino uvrščajo med pagan black metal skupine.

## Člani skupine

### Sedanja zasedba
- Blaž Čuk – vokal,
- Uroš Sedej – kitara
- Žan Gantar – kitara
- Blaž Tratnik – bas kitara, (2012–sedaj)
- Boštjan Vidmar – bobni

### Nekdanji člani
- Jaka Ogrič – bas kitara
- Martin Krivec - bobni
- Marko Čuk - kitara
- Danijel Filipovič - vokal

## Diskografija
- Valuk (EP, 2014)
- Kri gotove smrti (2017)